# Томо Бузов
Томо Бузов (20. фебруар 1940 – 27. фебруар 1993) био је пензионисани официр Југословенске народне армије који је убијен због покушаја да спречи масакр у Штрпцима.
Његова смрт је била тема кратког филма Човјек који није могао шутјети.

## Биографија
Бузов је рођен у Каштел Новом код Сплита 1940. Као професионални војник Југословенске народне армије, преселио се у Београд и тамо провео већи део свог живота као морнарички официр и везиста. Отишао је у превремену пензију нешто пре рата почетком 1990-их.
Бузов је 27. фебруара 1993. путовао возом из Београда за Бар у посету свом сину Дарку, који је био на редовном војном року у Црној Гори. Док је воз пролазио кроз источну Босну, где је беснео рат, наоружани припадници Војске Републике Српске (ВРС) зауставили су воз на железничкој станици у малом селу Штрпци код Прибоја.
Војници су прегледали воз и међу путницима извели 20 цивила бошњачке националности. Један од тих цивила, момак од 17 година, седео је у купеу са Бузовим. Бузов је питао војнике шта раде и којој војсци припадају и рекао им да је пензионисани официр. Рекли су да се то њега не тиче и почели да изводе цивиле из воза. Бузов је рекао дечаку да остане да седи и изашао уместо њега.
Потом су 20 цивила, међу којима је био и Бузов, одведени у локално командно место ВРС, претучени и везани им жицом, а потом одведени на место у близини Вишеграда где су стрељани, а њихова тела бачена у Дрину. Претпоставља се да је масакр починила српска паравојна јединица коју је предводио командант Милан Лукић.

## Последице
Лукића је 2009. Међународни суд у Хагу осудио на доживотни затвор. Босански суд га је 2020. оптужио за масакр у Штрпцима, али је Лукић, који је био затворен у Естонији, одбио да то призна. Суд у Сарајеву је 2023. осудио седам босанских Срба на 91 годину затвора због убиства 20 несрпских цивила из воза.
Бошњачка омладина коју је спасио Бузов преживела је рат и има троје деце.

## Наслеђе
Општина Нови Београд поставила је спомен плочу на зграду у којој је живео Бузов. Натпис гласи: "Томо Бузов. капетан ЈНА прве класе. У знак сећања на хуманост и храброст човека који је живео на овој адреси. Април 2023." 
У родном Каштел Новом налази се спомен плоча и пристаниште које носи његово име.
Бузов је тема кратког филма из 2024. Човјек који није могао шутјети, заснованог на његовој трагичној смрти. Режирао га је Небојша Слијепчевић, а Драган Мићановић тумачи Бузова. Филм је био хрватско-бугарско-француско-словеначка копродукција. На Филмском фестивалу у Кану 2024. освојио је Златну палму за кратки филм.